# MMPND
MMPND-Multilingual Multiscript Plant Name Database (Base de dades multilingüe i multialfabètica de noms de plantes) és una base de dades multilingüe de noms dels tàxons de plantes.
Està ubicada en la Universitat de Melbourne i és gestionada i mantinguda per Michel H. Porcher. Abasta els nom dels tàxons de més de 900 gèneres de plantes superiors (sense comptar els fongs). A part del nom i sinònims científics conté els noms dels tàxons en 82 llengües principals (la seva web parla de 70 llengües) en les quals s'inclouen 40 llengües o dialectes més). La llengua catalana hi va començar a ser-hi present cap al 2010. Vegeu el comentari a Pinus, notes
Citada en molts tàxons de GRIN-Global (Germplasm Resources Information Network), “References” com a: Porcher, M. H. et al. Searchable World Wide Web Multilingual Multiscript Plant NameDatabase (MMPND) (on-line resource). (Pl Names).
A IPNI (The International Plant Names Index) s'esmenta: “A Multilingual Multiscript Plant Name Database es pot buscar en qualsevol idioma i alfabet i té una gran quantitat d'informació".
En els objectius de MMPND es diu: “... la intenció és cobrir el major nombre de plantes útils com sigui possible. El que és útil en una part del món, però pot ser una mala herba, fins i tot una mala herba nociva, en una altra part. La nostra posició és que, si es tracta d'una selecció o una espècie, si es declara d'utilitat per algunes persones, sempre que puguem obtenir un mínim d'informació sobre el mateix i que podem manejar les dades, aleshores s'inclourà. Bàsicament, preveiem 8 categories de plantes. En ordre d'importància decreixent considerarem: verdures, cereals, fruites, bolets / fongs, herbes, pastures / conreus farratgers, plantes medicinals, i el que pot denominar-se "cultius" utilitaris com ara fibra, cultius oleaginosos, estimulants, etc. Creiem que en els últims cinquanta anys les 3 primeres categories han tingut molt poca atenció per part dels taxonomistes, especialment per sota del nivell d'espècie. Aquests tres grups de plantes comestibles inclouen tots els aliments bàsics del món i els seus conreus i seleccions relacionades. Han estat criats i millorat durant segles. Són els ingredients bàsics de les cuines ètniques del món ...”.
El primer objectiu eren les plantes útils, les cultivades, però actualment conté els noms de plantes tant d'importància econòmica com salvatges. A cada gènere figura la data d'actualització.
Aquests noms multilingües són presentats distribuïts per gèneres, de la manera següent: 

## Gimnospermes i angiospermes
- Lists of names, Part general: Angiospermes (i alguns pocs gèneres de gimnospermes repetits) (570 gèneres).[5]

- Conifers, Gimnospermes (75 gèneres)[6]

## Altres seccions
- Bamboos, Bambús (65 gèneres).[7]

- Palms (Palms and Cycads), Palmeres, cicadàcies (173 gèneres).[8]

- Medicinal plants, Plantes medicinals(42 gèneres més, no tractats a altres seccions).[9]

- Fungi (Fungi, Mushrooms), Fongs, bolets (54 gèneres).[10]
- Índexs de noms de plantes en algunes de les llengües

## Gèneres de MMPND on la llengua catalana és més rellevant
Gèneres més importants: Araucaria, Castanea, Chamaecyparis, Cupressus, Juniperus, Musa, Pinus, Thuja.
Altres gèneres: Actinostrobus, Athrotaxis, Austrocedrus, Calocedrus, Cryptomeria, Cunninghamia, ×Cuprocyparis, Diselma, Fitzroya, Fokienia, Glyptostrobus, Metasequoia, Microbiota, Neocallitropsis, Papuacedrus, Pilgerodendron, Sequoia, Sequoiadendron, Taiwania, Taxodium, Tetracliinis, Thujopsis, Widdringtonia, Xanthocyparis.